# Jagoan
Jagoan is een bestuurslaag in het regentschap Boyolali van de provincie Midden-Java, Indonesië. Jagoan telt 3386 inwoners (volkstelling 2010).